# Der Zigeunerbaron
Der Zigeunerbaron (O Barão Cigano em português) é uma opereta em três atos de Johann Strauss II, que estreou no Theater an der Wien em 24 de outubro de 1885. O seu libreto foi feito por Ignaz Schnitzer e por sua vez foi baseado em Saffi por Mór Jókai. Durante a vida do compositor, a opereta teve grande sucesso, perdendo apenas para a popularidade de Die Fledermaus. A música e a natureza da orquestração de Strauss, levaram muitos críticos de música a considerarem este trabalho uma ópera cômica ou uma ópera lírica.
Sua gênese foi bastante rápida e suave, já que Strauss não era um estranho para as influências húngaras presentes na partitura. Muitos de seus trabalhos anteriores também tinha temas muitos semelhantes, como a polca Éljen a Magyar! ("Viva os húngaros!") op. 332. Originalmente, Strauss e Schnitzer iriam fazer da opereta uma ópera, mais revisões foram feitas e a ideia de uma ópera cômica foi concebida.
O trabalho de Strauss na opereta foi interrompido no outono do hemisfério norte de 1883, devido a ele ter desmaiado e se envenenado com nicotina, o fazendo parar e se recuperar em Franzensbad. A partitura de Strauss no ato 3 da obra também foi interrompido quando sua terceira esposa, Adele Strauss, estava doente e o casal partiu para Ostend. Apenas em outono de 1885 o trabalho finalmente foi concluído, com Schitzer fazendo várias revisões no libreto para se adequar ao estilo de composição de Strauss, já que ele não estava presente na etapa anterior da composição.

## Histórico de desempenho
A música de Strauss para Der Zigeunerbaron é realizada regularmente hoje em dia. As peças orquestrais que foram fornecidos a partir do trabalho também são bem reconhecidos, entre eles, o espumante Schatz-Walzer (Valsa do Tesouro), op. 418, bem como as polcas "Brautschau" ("Procurando uma esposa"), op. 417, e "Kriegsabenteuer" ("Aventuras da Guerra"), op. 419.
A estreia nos Estados Unidos ocorreu em 15 de fevereiro de 1886 e, no Reino Unido, foi realizada pela primeira vez em 12 de Fevereiro de 1935, em uma produção amadora, enquanto a estreia profissional não ocorreu até 09 de junho de 1964 em Sadler's Wells em Londres. 

## Papéis
| Role | Extensão vocal | Elenco estreia, 24 de Outubro de 1885 (Condutor: Johann Strauss II) |
| --- | -------------- | ------------------------------------------------------------------- |
| Count Peter Homonay, Governador do eialete de Temesvar                                                              | barítono       | Sr. Joseffy                                                         |
| Conte Carnero, Comissário Real                                                                                      | tenor          | Sr. Friese                                                          |
| Sándor Barinkay, um jovem exilado                                                                                   | tenor          | Carl Streitmann                                                     |
| Kálmán Zsupán, um criador de porcos ricos do distrito Banat                                                         | tenor buffo    | Alexander Girardi                                                   |
| Arsena, sua filha                                                                                                   | soprano        | Senhorita Reisser                                                   |
| Mirabella, governanta da filha de Zsupán                                                                            | mezzo-soprano  | Sra. Schäfer                                                        |
| Ottokar, seu filho                                                                                                  | tenor          | Sr. Holbach                                                         |
| Czipra, uma cigana                                                                                                  | mezzo-soprano  | Senhorita Hartmann                                                  |
| Saffi, uma menina cigana                                                                                            | soprano        | Ottilie Collin                                                      |
| Pali, um cigano | barítono       | Sr. Eppich                                                          |
| O prefeito de Viena                                                                                                 | papel falado   | Sr. Liebold                                                         |
| Seppl, um garoto frentista                                                                                          | papel falado   | Sr. Horwitz                                                         |
| Miksa, um barqueiro                                                                                                 | papel falado   | Sr. Schwellak                                                       |
| István, servo de Zsupán                                                                                             | papel falado   | Sr. Hellwig                                                         |
| Józsi, Ferkó, Mihály, Jáncsi, gypsies, Irma, Tercsi, Aranka, Katicza, Julcsa, Etelka, Jolán, Ilka, amigos de Arsena |                |                                                                     |

## Enredo
Resumo: A história, do casamento de um fazendeiro (retornado do exílio) e uma menina cigana que se revela como a filha de um turco Pasha, e a legítima proprietária de um tesouro escondido, que envolve uma Rainha românia, um Major, um comissário malandro, um Governador Militar, um bando de ciganos e uma tropa de hussardos.
Local: Hungria
Época: Final do século XVIII

### Ato I
A região ribeirinha pantanosa perto da cidade de Temesvár
A cena distante é dominada por um castelo abandonado. No primeiro plano á uma aldeia parcialmente deserta com apenas uma casa razoavelmente próspera. Em uma cabana especialmente vergonhosa vive uma  velha cigana chamada Czipra. Os barqueiros podem ser ouvidos cantando em seu trabalho. Ottokar, filho de Mirabella que é governanta de Arsena (filha de Zsupán, velho avarento fazendeiro) está cavando até o tesouro que ele carinhosamente acredita estar enterrado em algum lugar ao redor. Esta é a sua rotina diária, e quanto mais ele seus esforços parecem em vão, o seu temperamento torna-se pior. Czipra olha para fora de sua janela e rir de seus esforços. Ela o está observando há semanas e acha que Ottokar só faz perder tempo nessa atividade, enquanto os outros ciganos estão lá fora fazendo um "honesto" trabalho. Ela diz a ele que se ele continuar com essa busca infrutífera, ele vai acabar sem dinheiro e nunca vai se casar, como ele espera, com Arsena.
Sándor Barinkay, filho do falecido proprietário do castelo, chega acompanhado por Conte Carnero, Comissário Real, que veio para resolver as coisas por ele. O Comissário sugere continuar com o trabalho e chamar Czipra como testemunha. Eles o enviam para Zsupán. Nesse meio tempo, ele diz a Barinkay da bela Arsena. Para passar o tempo, Czipra diz suas fortunas e revela a Sándor Barinkay que há felicidade e fortuna na loja para ele. Ele vai se casar com uma esposa fiel, que, em um sonho, ira descobrir onde está o tesouro escondido. Carnero também disse que vai recuperar um tesouro que ele perdeu, o que deixa Czipra um pouco perplexo porque ele não se lembra do Comissário ter falado de um tesouro.
Zsupán chega e diz a todos que ele é um bem sucedido criador de porcos, acrescentando que ele vive de enchidas e vinho e tem pouco tempo para a arte. Ele concorda em testemunhar as alegações de Barinkay mas avisa que ele pode ter problemas com o vizinho. Barinkay sugere que ele poderia se casar com a filha de Zsupán, e Arsena é chamada. Mas é Mirabella, a governanta, que aparece pela primeira vez. Parece que ela é a esposa há muito perdida de Carnero, e a previsão de Czipra está correta. Carnero mostra poucos sinais de prazer e uma reunião bastante triste ocorre. Mirabella diz que ela acreditava que seu marido tinha sido morto na batalha de Belgrado.
Arsena chega, pesadamente velada, mas embora o coro salude a noiva ela não está feliz. Ela está apaixonada por Ottokar. Barinkay faz uma proposto formal, mas Arsena lhe diz que ela é descendente da aristocrata e só pode se casar com alguém de nascimento nobre. Zsupán e os outros dizem a Barinkay que ele deve fazer algo sobre isso. Ele fica pensativo, mas ouve uma cigana que canta uma canção que louva a fidelidade dos ciganos para seus amigos. É Saffi, filha de Czipra, e Barinkay é imediatamente atraído por sua beleza e aceita um convite para jantar com ela e Czipra. Desconhecido da presença dos outros, Ottokar fala com Arsena e juram seu amor eterno um para o outro. Ele lhe dá um medalhão, e Barinkay finge estar indignado. Os ciganos retornam de seu trabalho e Czipra apresenta Barinkay como seu novo escudeiro local. Eles o elegem o chefe dos ciganos. Agora vivendo como um barão cigano, ele fala a Zsupán que tem o nobre direito da mão de Arsena. Zsupán não está muito impressionado. Saffi consola Barinkay e fala da sua herança. Sempre oportunista, Barinkay agora diz que ele gostaria de se casar com Saffi que é tão encantadora como suas amigas ciganas. Zsupán e Arsena estão agora bastante indignados com o rumo dos acontecimentos e ameaçam represálias.

### Ato II
O castelo na madrugada do dia seguinte
Czipra revela A Barinkay que Saffi sonhou com a localização do tesouro. Eles começam a procurar e encontrá-lo escondido, como ela sonhou, sob uma rocha nas proximidades. Enquanto eles saem, os ciganos partem para o seu dia de trabalho. Zsupán aparece e diz que seu carro ficou preso na lama. Ele ordena que os ciganos venham ajudá-lo. Eles se ressentem de sua ordem e roubam seu relógio e dinheiro. Seus gritos de socorro trazem Carnero, Mirabella, Ottokar e Arsena em cena, seguido por Barinkay, agora vestido como um barão cigano, e Saffi. Barinkay apresenta Saffi como sua esposa, mas Carnero não está convencido de que todos os requisitos legais foram cumpridos. Eles dizem que as estrelas os guiou e os pássaros testemunharam seus votos. Isto não é exatamente o que a lei exige e Mirabella e Zsupán adotam um tom altamente moral sobre todo o assunto. Neste ponto, Ottokar descobre algumas das moedas de ouro que Barinkay deixou para trás e está muito animado. Barinkay logo decepciona-lo, dizendo-lhe que o tesouro já foi encontrado. Neste momento, chega um recruta sob o comando de um velho amigo de Barinkay, Count Peter Homonay. Ele está à procura de recrutas para lutar na guerra contra a Espanha. Zsupán e Ottokar são forçados a se alistar para o exército. Carnero convida Homonay para dar o seu apoio oficial à visão de que o casamento de Barinkay e Saffi é ilegal, mas Homonay apoia Barinkay. Outras complicações, no entanto, são reveladas. Czipra diz que Saffi não é realmente sua filha, mas o filho do último Pasha da Hungria, uma verdadeira princesa. Barinkay é mais uma vez abalado, percebendo que ele não pode se casar com alguém de tal elevada posição, embora Saffi diz que ela sempre o amará. Barinkay decide que ele também vai se juntar às hussardos e os homens marcham para longe, deixando para trás três mulheres de coração partido.

### Ato III
Viena
Todo mundo está comemorando depois de uma batalha vitoriosa. Zsupán aparece e fala da pouca glória nas explorações na Espanha. Homonay, Barinkay e Ottokar revelam que eles são heróis da batalha e foram transformados em nobres genuínos. Agora não há objeção ao casamento de Saffi e Barinkay ou Ottokar e Arsena. É um final verdadeiramente feliz.

## Gravações
- 1986: Willi Boskovsky (condutor), Münchner Rundfunkorchester e Bayerischer Rundfunk coro. Elenco: Graf Homonay: Dietrich Fischer-Dieskau ; Conte Carnero: Klaus Hirte; Sandor Barinkay: Josef Protschka; Kalman Zsupan: Walter Berry; Arsena: Brigitte Lindner; Mirabella: Ilse Gramatzki; Ottokar: Martin Finke; Czipra: Hanna Schwarz; Saffi: Júlia Varady; Pali: Ralf Lukas. CD Áudio: EMI Cat: CDS 7 49231-8
- 2004: Armin Jordan (cond.): Orchestre National de France e Choeur de Radio France. Elenco: Graf Homonay: Béla Perencz; Conte Carnero: Paul Kong; Sandor Barinkay: Zoran Todorovich; Kalman Zsupan: Rudolf Wasserlof; Arsena: Jeannette Fischer; Mirabella: Hanna Schaer; Ottokar: Martin Homrich; Czipra: Ewa Wolak; e Saffi: Natalia Ushakova. CD: Naïve Cat: V 5002 (Gravado no Festival de Radio France et Montpellier)